# Anton Tinnerholm
Anton Lars Tinnerholm (Linköping, 26 februari 1991) is een Zweeds voetballer die doorgaans speelt als rechtsback. In januari 2023 verruilde hij New York City voor Malmö FF. Tinnerholm maakte in 2015 zijn debuut in het Zweeds voetbalelftal.

## Spelerscarrière
Tinnerholm speelde in de jeugd van Brokinds IF en IK Östria voor hij in 2006 neerstreek bij Åtvidabergs FF. In 2009 debuteerde hij in het eerste elftal. Op 23 april van dat jaar speelde Åtvidabergs thuis tegen Ljungskile SK (2–0 winst) en Tinnerholm mocht voor het eerst meespelen. In 2009 promoveerde de club naar de Allsvenskan, maar op dat niveau kwam hij slechts tot twee wedstrijden. Na de degradatie in het seizoen erna, werd de rechtsback een vaste keuze in het eerste elftal en mede dankzij zijn vier doelpunten promoveerde Åtvidabergs weer. Na de promotie speelde Tinnerholm tweeënhalf jaar als basisspeler voor de club, toen hij verkaste in juli 2014. In die maand tekende Tinnerholm namelijk een contract bij Malmö FF, waar hij Miiko Albornoz moest opvolgen. In 2014 werd Tinnerholm met Malmö landskampioen. In de seizoenen 2014/15 en 2015/16 speelde de vleugelverdediger met Malmö in de UEFA Champions League. Na afloop van het seizoen 2017 vertrok Tinnerholm naar New York City. Nadat hij vijf seizoenen in New York had gespeeld, werd zijn contract niet verlengd. Hierop tekende hij een voorcontract bij zijn oude club Malmö FF, ingaande per 1 januari 2023.

## Clubstatistieken
| Seizoen | Club           | Competitie          | Competitie | Competitie | Beker | Beker | Internationaal | Internationaal | Totaal | Totaal |
| Seizoen | Club           | Competitie          | Wed.       | Dlp.       | Wed.  | Dlp.  | Wed.           | Dlp.           | Wed.   | Dlp.   |
| ------- | -------------- | ------------------- | ---------- | ---------- | ----- | ----- | -------------- | -------------- | ------ | ------ |
| 2009    | Åtvidabergs FF | Superettan          | 11         | 0          | 1     | 0     | —              | —              | 12     | 0      |
| 2010    | Åtvidabergs FF | Allsvenskan         | 2          | 0          | 1     | 0     | —              | —              | 3      | 0      |
| 2011    | Åtvidabergs FF | Superettan          | 27         | 4          | 2     | 0     | —              | —              | 29     | 4      |
| 2012    | Åtvidabergs FF | Allsvenskan         | 25         | 1          | 1     | 0     | —              | —              | 26     | 1      |
| 2013    | Åtvidabergs FF | Allsvenskan         | 29         | 1          | 3     | 0     | —              | —              | 32     | 1      |
| 2014    | Åtvidabergs FF | Allsvenskan         | 12         | 0          | 1     | 0     | —              | —              | 13     | 0      |
| 2014    | Malmö FF       | Allsvenskan         | 14         | 1          | 2     | 0     | 10             | 0              | 26     | 1      |
| 2015    | Malmö FF       | Allsvenskan         | 28         | 0          | 5     | 1     | 12             | 1              | 45     | 2      |
| 2016    | Malmö FF       | Allsvenskan         | 29         | 0          | 7     | 0     | —              | —              | 36     | 0      |
| 2017    | Malmö FF       | Allsvenskan         | 27         | 5          | 1     | 0     | 2              | 0              | 30     | 5      |
| 2018    | New York City  | Major League Soccer | 34         | 4          | 0     | 0     | —              | —              | 34     | 4      |
| 2019    | New York City  | Major League Soccer | 31         | 1          | 3     | 0     | —              | —              | 34     | 1      |
| 2020    | New York City  | Major League Soccer | 26         | 4          | 0     | 0     | 4              | 0              | 30     | 4      |
| 2021    | New York City  | Major League Soccer | 25         | 0          | 0     | 0     | 0              | 0              | 25     | 0      |
| 2022    | New York City  | Major League Soccer | 13         | 0          | 0     | 0     | 0              | 0              | 13     | 0      |
| 2023    | Malmö FF       | Allsvenskan         | 4          | 0          | 4     | 0     | —              | —              | 8      | 0      |
| 2024    | Malmö FF       | Allsvenskan         | 3          | 0          | 0     | 0     | 0              | 0              | 3      | 0      |
| Totaal  | Totaal         | Totaal              | 340        | 21         | 31    | 1     | 28             | 1              | 399    | 23     |

Bijgewerkt op 27 september 2024.

## Interlandcarrière
Tinnerholm maakte op 15 januari 2015 zijn debuut in het Zweeds voetbalelftal. Op die dag werd met 0–2 gewonnen tegen Ivoorkust door doelpunten van Johan Mårtensson en Marcus Rohdén. In de vierenzestigste minuut mocht Tinnerholm invallen voor aanvaller en aanvoerder Johan Elmander. De rechtsback was een van de negen debutanten. De anderen waren Robin Olsen (Malmö FF), Rohdén, Sebastian Holmén (beiden IF Elfsborg), Ludwig Augustinsson (FC Kopenhagen), Simon Gustafson (BK Häcken), Mårtensson (Helsingborgs IF), Nicklas Bärkroth (IFK Norrköping) en Mikael Ishak (Randers). Op 12 oktober 2015 speelde Tinnerholm zijn eerste officiële wedstrijd voor de nationale ploeg, toen door goals van Zlatan Ibrahimović en Erkan Zengin met 2–0 gewonnen werd van Moldavië. Zeven minuten voor tijd kwam de rechtsback als vervanger van Mikael Lustig het veld in.
| Interlands van Anton Tinnerholm voor Zweden | Interlands van Anton Tinnerholm voor Zweden | Interlands van Anton Tinnerholm voor Zweden | Interlands van Anton Tinnerholm voor Zweden | Interlands van Anton Tinnerholm voor Zweden | Interlands van Anton Tinnerholm voor Zweden |
| №                                           | Datum                                       | Wedstrijd                                   | Uitslag                                     | Competitie                                  | Goals                                       |
| Als speler bij Malmö FF                     | Als speler bij Malmö FF                     | Als speler bij Malmö FF                     | Als speler bij Malmö FF                     | Als speler bij Malmö FF                     | Als speler bij Malmö FF                     |
| ------------------------------------------- | ------------------------------------------- | ------------------------------------------- | ------------------------------------------- | ------------------------------------------- | ------------------------------------------- |
| 1                                           | 15 januari 2015                             | Ivoorkust – Zweden                          | 0 – 2                                       | Vriendschappelijk                           |                                             |
| 2                                           | 19 januari 2015                             | Zweden – Finland                            | 0 – 1                                       | Vriendschappelijk                           |                                             |
| 3                                           | 31 maart 2015                               | Zweden – Iran                               | 3 – 1                                       | Vriendschappelijk                           |                                             |
| 4                                           | 12 oktober 2015                             | Zweden – Moldavië                           | 2 – 0                                       | EK 2016 kwalificatie                        |                                             |
| 5                                           | 6 januari 2016                              | Estland – Zweden                            | 1 – 1                                       | Vriendschappelijk                           |                                             |
| 6                                           | 10 januari 2016                             | Zweden – Finland                            | 3 – 0                                       | Vriendschappelijk                           |                                             |
| 7                                           | 12 januari 2017                             | Slowakije – Zweden                          | 0 – 6                                       | Vriendschappelijk                           |                                             |
| Als speler bij New York City                |                                             |                                             |                                             |                                             |                                             |
| 8                                           | 7 januari 2018                              | Estland – Zweden                            | 1 – 1                                       | Vriendschappelijk                           |                                             |
| 9                                           | 11 januari 2018                             | Denemarken – Zweden                         | 0 – 1                                       | Vriendschappelijk                           |                                             |

Bijgewerkt op 27 september 2024.

## Erelijst
| Competitie          |                |                        |                |                |
| Competitie          | Aantal         | Jaren                  |                |                |
| Åtvidabergs FF      | Åtvidabergs FF | Åtvidabergs FF         | Åtvidabergs FF | Åtvidabergs FF |
| ------------------- | -------------- | ---------------------- | -------------- | -------------- |
| Superettan          | 1              | 2011                   |                |                |
| Malmö FF            |                |                        |                |                |
| Allsvenskan         | 4              | 2014, 2016, 2017, 2023 |                |                |
| Supercupen          | 1              | 2014                   |                |                |
| New York City       |                |                        |                |                |
| Major League Soccer | 1              | 2021                   |                |                |